# Staurochilus agusanensis
Staurochilus agusanensis är en orkidéart som först beskrevs av Oakes Ames och Eduardo Quisumbing y Argüelles, och fick sitt nu gällande namn av Hans Fessel och Emil Lückel. Staurochilus agusanensis ingår i släktet Staurochilus och familjen orkidéer. Inga underarter finns listade i Catalogue of Life.